# Porro-Abbejeva prizma
Porro-Abbejeva prizma (tudi Abbe-Porrova prizma) je optična prizma, ki spada med odbojne prizme. Uporablja se v optičnih napravah za obračanje slike.  
Imenuje se po italijanskem izumitelju optičnih naprav Ignaziu Porru (1801 -1875) in nemškem fiziku Ernstu Karlu Abbeju (1840 – 1905).

## Zgradba in delovanje
Zgradba prizme je takšna, da omogoča štirikratni odboj svetlobe, pri tem pa se slika obrne za 180°. Vpadni kot vhodnega in izhodnega žarka na površino je vedno 90°, zaradi tega ne pride do disperzije oziroma razklona svetlobe na mavrične barve. 

Prizma je posebna oblika Porrove prizme, se pa močno razlikuje od Abbejeve prizme in od Abbe-Königove prizme